# Adelpha cocala
Adelpha cocala, a irmã  cocala ou irmã laranja-lavada, é uma borboleta da família nymphalidae. Ela foi descrita por Pieter Cramer , em 1779. Ela é encontrada desde Honduras ao Panamá, Guatemala, Venezuela, Colômbia, Suriname, Peru, Bolívia e Brasil.
A envergadura é de cerca de 50 mm.
As larvas se alimentam de espécies de Pentagonia, Psychotria, Calycophyllum, Chomelia, Uncaria e Genipa .

## Subespecies
- Adelpha cocala cocala (Venezuela, Colômbia, Suriname, Peru, Bolívia, Brasil: Mato Grosso)
- Adelpha cocala caninia Fruhstorfer, 1915 (Brasil: Santa Catarina, São Paulo)
- Adelpha cocala didia Fruhstorfer, 1915 (Brasil: Espírito Santo, Rio de Janeiro (rj)
- Adelpha cocala lorzae (Boisduval, 1870) (Honduras ao Panamá, Guatemala, Colômbia, Equador)
- Adelpha cocala orellanae Neild, 1996 (Venezuela)
- Adelpha cocala riola Fruhstorfer, 1915 (Brasil)